# 111 W. Wacker
Le 111 W. Wacker (anciennement Waterview Tower) est un gratte-ciel construit à Chicago (États-Unis).
À l'origine, il devait mesurer 319 mètres et comporter 90 étages.
Le projet a par la suite été réduit à 69 étages et 192 mètres